# Јефрем Антиохијски
Свети Јефрем Антиохијски је хришћански светац. Био је патријарх антиохијски. За време владавине византијског цара Анастасија, Јефрем је био војвода у источном делу државе. Према црквеном предању био је побожан и милосрдан, па су га веома уважавали. Када је требало да се обнови Антиохија, уништена земљотресом и пожаром, цар је одредио војводу Јефрема да руководи тим послом. Међу зидарима којима је Јефрем руководио при обнови града, налазио се и неки епископ, који је из непознатих разлога оставио епископство и радио као обичан радник, што нико није знао. У хришћанској традицији помиње се да је војвода Јефрем када је једног дана погледао у тог човека видео огњени стуб како се извија од њега па све до неба. Зачуђен и ужаснут, Јефрем га је замолио да му открије ко је он заиста. Човек је, након дугог устручавања, најзад признао да је епископ и прорекао Јефрему да ће ускоро бити посвећен за патријарха антиохијског. Место патријарха је било упражњено, јер је у земљотресу погинуо стари патријарх Енфрасије. Пророчанство се убрзо испунило. Хришћани верују да је због његове доброте и посвећености хришћанству, од Бога добио велики дар чудотворства. Једном је, према хришћанској традицији, да би убедио једног јеретика да је православље истинито, ставио у ватру свој омофор и упутио молитве Богу. Омофор је стајао у огњу три сата и остао неоштећен. Видевши то човек је одбацио јерес. Свети Јефрем је преминуо 540. године.
Српска православна црква слави га 8. јуна по црквеном, а 21. јуна по грегоријанском календару.